# Zamieszki ery Jōkyū
Zamieszki ery Jōkyū lub Shōkyū (jap. 承久の乱 Jōkyū no ran) – wewnętrzny, krótkotrwały (jeden miesiąc) konflikt zbrojny w Japonii w 1221 roku, pomiędzy siłami odsuniętego od władzy cesarza Go-Toby a siogunatem (bakufu) Kamakury, któremu przewodził regent (shikken) Yoshitoki Hōjō, przedstawiciel klanu Hōjō. Decydująca batalia rozegrała się nad rzeką Uji w roku 1221 (była to trzecia bitwa w tym miejscu, po dwóch potyczkach w latach 1180 i 1184 w okresie wojny Gempei). 
Na początku XIII w. Go-Toba podjął działania zmierzające do obalenia siogunatu Kamakury. W tym celu pozyskał wsparcie wielkich klasztorów dysponujących siłą militarną oraz sprzymierzeńców z klanu Taira i innych przeciwników politycznych klanów Hōjō i Minamoto. Ten drugi klan – po zwycięskiej dla siebie wojnie Gempei – utworzył w kraju rządy siogunatu. 
Gdy Go-Toba uznał, że dysponuje dostatecznymi siłami, rzucił wyzwanie bakufu, ogłaszając Yoshitokiego „osobą poza prawem”. Siogunat zareagował bardzo szybko wysyłając swoje wojska, które po bitwie nad rzeką Uji, zajęły stolicę. Go-Toba został zesłany na jedną z wysp archipelagu Oki, gdzie spędził resztę życia. Podobny los spotkał jego synów: Tsuchimikado i Juntoku. Zamieszki ery Jōkyū podkopały resztki autorytetu cesarskiego. Wzmocniły natomiast realną siłę siogunatu (bakufu).

## Wyjaśnienie
Od chwili osiągnięcia hegemonii przez ród Hōjō, w strukturze władzy powstał system polegający z jednej strony na jej wielokrotnym delegowaniu, a z drugiej na dualizmie polegającym na podziale na sektor cywilny (cesarski) i wojskowy (siogunat). W imieniu cesarza władzę sprawowali regenci sesshō i kampaku, a w imieniu sioguna – regent shikken. Ponadto, obok dworu cesarskiego istniała instytucja ex-cesarzy zwana „rządami cesarskimi z klasztoru”, czyli system insei.